# Atira (divinità)

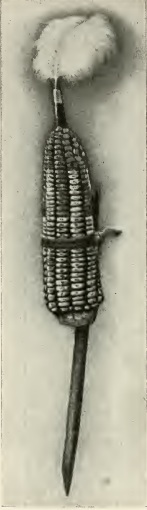
Il simbolo utilizzato per rappresentare la dea nella cerimonia Hako.

Atira, letteralmente "nostra madre" o "Madre (vocativo)", è il titolo della dea della terra (tra altri) nella cultura tribale amerindia dei Pawnee.
Era moglie del dio creatore Tirawa. La sua manifestazione sulla terra è il mais, che simboleggia la vita che lei dà.
La dea veniva onorata in una cerimonia chiamata Hako. Per rappresentarla nella cerimonia veniva utilizzata una pannocchia di mais dipinta di blu, a simboleggiare il cielo, cui erano attaccate delle piume a rappresentare le nuvole.
Uti Hiata, figlia di Atira, insegno ai Pawnee a produrre utensili e a coltivare.